# Kanton Hautmont
Hautmont (Nederlands: Hogeberg) is een voormalig kanton van het Franse Noorderdepartement. Het kanton maakte deel uit van het arrondissement Avesnes-sur-Helpe. Het werd opgeheven begin 2015.

## Gemeenten
Het kanton Hautmont omvatte de volgende gemeenten:
- Beaufort
- Boussières-sur-Sambre
- Éclaibes
- Hautmont (hoofdplaats)
- Limont-Fontaine
- Neuf-Mesnil
- Saint-Remy-du-Nord